# فرنسيسكو رويدا غوميز
فرنسيسكو رويدا غوميز (بالإسبانية: Francisco Rueda Gómez)‏ هو سياسي مكسيكي، ولد في 22 نوفمبر 1964 في ولاية باها كاليفورنيا في المكسيك. حزبياً، نشط في حزب العمل الوطني. وقد انتخب عضو مجلس النواب المكسيك.